# Ostrava střed
Ostrava střed – dworzec kolejowy w rejonie stacji Ostrava hlavní nádraží w Ostrawie, w kraju morawsko-śląskim, w Czechach przy ulicy Frýdlantská 499/5. Znajduje się na wysokości 210 m n.p.m. i leży na linii kolejowej nr 323. 
Stacja powstała w 1871 roku na linii kolejowej z Ostrawy do Frydka-Mistka. Obsługiwała także ruch pociągów towarowych z pobliskiej huty w Witkowicach oraz kopalni węgla kamiennego (Karolina, Salomon, Hlubina). Oryginalny budynek dworca pozostał do dzisiaj, 19 lutego 2003 obiekt wpisano do rejestru zabytków Republiki Czeskiej a w latach 2005-2007 został odrestaurowany podczas elektryfikacji linii. Stacja posiada dwa perony (w tym jeden zadaszony), a w budynku dworca funkcjonują kasy biletowe, poczekalnia, przechowalnia bagażu i rowerów, toalety, bar i restauracja.
Od roku 2012 w budynku dworcowym ma siedzibę Železniční muzeum moravskoslezské.